# Starzec (jezioro)
Starzec(także Starzyce, Starzyc) – jezioro na Pojezierzu Dobiegniewskim, położone w województwie zachodniopomorskim, w powiecie choszczeńskim, w gminie Bierzwnik. 
Powierzchnia zbiornika wynosi 66,56 ha. Maksymalna głębokość jeziora wynosi 1,7 m. Starzec ma wydłużony kształt w kierunku północno-zachodnim. 
Zbiornik znajduje się w zlewni Mierzęckiej Strugi.
Na południowy wschód znajduje się jezioro Kuchta, z którym Starzec jest połączony ciekiem zwanym Kaczynka. Na południowym brzegu jeziora leży wieś Starzyce.